# Praya reticulata
Praya reticulata är en nässeldjursart som först beskrevs av Bigelow 1911.  Praya reticulata ingår i släktet Praya och familjen Prayidae. Inga underarter finns listade i Catalogue of Life.